# Федерация бейсбола и софтбола России
Федерация бейсбола и софтбола России — управляющая российскими бейсболом и софтболом структура. Образована 19 февраля 2025 года путём объединения Федераций бейсбола и софтбола России. Член WBSC и WBSC Европа. 

## История
19 февраля 2025 года на совместной Конференции Федерации бейсбола России (ФБР) и Федерации софтбола России (ФСР) было принято решение об объединении этих двух спортивных организаций в единую Федерацию бейсбола и софтбола России (ФБСР). Президентом ФБСР избран президент ФБР Дмитрий Киселёв, первым вице-президентом — президент ФСР Вячеслав Смагин.

## Структура федерации
Высшим органом управления Федерации бейсбола и софтбола России является Конференция, созываемая не реже одного раза в 4 года. Для решения задач, поставленных Конференцией перед ФБСР, а также уставных требований, делегаты Конференции сроком на 4 года избирают Исполком в составе президента и других членов, которые управляют деятельностью федерации до очередной конференции. Собирается Исполком не реже двух раз в год. Для повседневного руководства ФБСР из состава Исполкома формируется Президиум в составе президента, вице-президентов и генерального секретаря федерации.  

## Руководство ФБСР
Избрано на 1-й объединительной Конференции ФБСР 19 февраля 2025 года.
- Президент — Дмитрий Киселёв.
- Первый вице-президент — Вячеслав Смагин.
- Вице-президенты — Николай Гервасов, Владимир Саранчук, Богдан Стрельченко, Ирина Хоточкина.
- Генеральный секретарь — Дарья Шляпникова.

## Официальные соревнования
В рамках своей деятельности Федерация бейсбола и софтбола России отвечает за проведение следующих ежегодных турниров:

### Бейсбол
- Чемпионат России.
- Кубок России.
- Первенства России среди молодёжных команд (возраст участников до 24 лет), юниоров (до 19 лет), кадетов (до 16 лет), ювенилов (до 13 лет).

### Софтбол
- Чемпионат России среди женщин.
- Кубок России среди женщин.
- Первенства России среди молодёжных команд (возраст участниц до 22 лет), юниорок (до 18 лет), кадеток (до 15 лет), ювенилок (до 13 лет).